# Триномијална номенклатура
Триномијална номенклатура је назив таксона нижег од нивоа врсте који се састоји од три речи. У зоологији се овакав назив понекад означава као триномен.

## Номенклатураживотиња
Триномијална номенклатура се у зоологији користи за именовање подврста. Састоји се из имена рода, имена врсте и имена подврсте. Сва три имена се пишу курзивом или италиком, а само име рода започиње великим словом.
Примери:

## Номенклатурабиљакаигљива
У триномијалним називима биљака и гљива прве две речи су име рода и име врсте, док се трећом речју означава било који нижи таксономски ниво. По правилима ботаничке и миколошке номенклатуре пре треће речи обавезно је наглашавање нивоа. Све речи, сем ознаке таксономског нивоа, пишу се курзивом или италиком.
Примери:
- Beta vulgaris var. vulgaris
- Beta vulgaris var. altissima